# Алев
Агропромышленный союз «АЛЕВ» — российская продовольственная компания, производит весь перечень молочных продуктов (молоко и кисломолочные продукты, масло, сыр, творог, сметана), а также продукции направления B2B. Основное производство находится в городе Ульяновске.

## История
Агропромышленный Союз «АЛЕВ» был образован в 1994 году. Организация включает в себя ЗАО «АЛЕВ», расположенное в г. Димитровграде Ульяновской области, ООО МК «Заволжский» — головное предприятие, расположенное в г. Ульяновске, ОАО МСЗ «Кошкинский» — в Самарской области, представительства в Москве, Санкт-Петербурге и Челябинске.

## Основная информация
В составе группы:
- АО «АЛЕВ» (бывш. Молочный комбинат «Заволжский») — молочный завод в Заволжском районе г. Ульяновска. Приобретен компанией «АЛЕВ» в 2005 году[1], основной поставщик сырья ОАО «Красный Восток Агро».
- ОАО Маслосырзавод «Кошкинский»[2] в Самарской области. Основан в 1972 году, одно из старейших предприятий региона. Является ведущим производителем сыров в Самарской и Ульяновской областях.
- Логистический центр «АЛЕВ» в городе Димитровграде (территориально — между г. Ульяновском и селом Кошки).

До 2005 года в состав «Агропромышленного союза АЛЕВ» также входило в качестве дочернего общества ООО «Красноярское молоко» (село Красный Яр, близ Самары, торговая марка «Красава»).
В 2006 году «АЛЕВ» участвовал в реализации программы «Школьное молоко», в рамках которой проводил благотворительные и образовательные мероприятия, в том числе была разработана и с успехом внедрена в школах серия стикеров для физического и интеллектуального развития ребят. Компания также производила детское питание под торговой маркой «Моя кроха».
В 2008 году «Агропромышленный союз АЛЕВ» принимал участие в Международной зелёной неделе в Берлине (International Green Week Berlin) — выставке пищевой индустрии, сельского хозяйства и садоводства. В 2009 году был смонтирован и запущен в эксплуатацию крупнейший в Европе сушильный комплекс (мощностью до 2000 тонн сухих сливок в месяц). Производимые на нем смеси используются в колбасной, кондитерской, хлебопекарной, молочноконсервной отраслях.
Предприятие входит в десятку ведущих производителей России по ряду продуктовых направлений, в частности, по производству сливочного масла и спредов. Основные рынки сбыта — Поволжский и Уральский федеральные округа, Москва, Татарстан, Казахстан.
Портфель компании включает следующие торговые марки: «Кошкинское», «Выбор хозяйки», «Normula», «Милье». К ним относятся традиционные молочные продукты для всей семьи: молоко, кефир, ряженка, сметана, йогурт, масло, сыры, творог.